# Hackers (filme)
Hackers (prt: Hackers - Piratas Cibernéticos; bra: Hackers - Piratas de Computador) é um filme estadunidense de 1995, dos gêneros drama, ação e suspense, dirigido por Iain Softley, escrito por Rafael Moreu e estrelado por Angelina Jolie, Jonny Lee Miller, e Matthew Lillard.

## Sinopse
Com apenas 11 anos, Dade Murphy invadiu e destruiu vários sistemas de Wall Street, sendo preso e proibido de se conectar até fazer 18 anos. Quando chega essa idade, descobre um plano para incriminá-lo — mas que também pode torná-lo milionário.

## Elenco
- Jonny Lee Miller ..... Dade Murphy / "Zero Cool" / "Crash Override"
- Angelina Jolie ..... Kate Libby / "Acid Burn"
- Jesse Bradford ..... Joey Pardella
- Matthew Lillard ..... Emmanuel Goldstein / "Cereal Killer"
- Laurence Mason ..... Paul Cook / "Lord Nikon"
- Renoly Santiago ..... Ramόn Sánchez / "The Phantom Phreak"
- Fisher Stevens ..... "The Plague" / Eugene Belford
- Lorraine Bracco ..... Margo Wallace
- Alberta Watson ..... Lauren Murphy
- Penn Jillette ..... Hal
- Wendell Pierce ..... agente Richard Gill
- Marc Anthony ..... agente Ray
- Michael Gaston ..... agente Bob
- Felicity Huffman ..... promotora de Justiça